# Android Auto
Android Auto es una aplicación móvil desarrollada por Google para reflejar las funciones de un dispositivo Android, como un smartphone, en la unidad principal de información y entretenimiento del salpicadero de un coche.
Una vez que un dispositivo Android está emparejado con la unidad principal del coche, el sistema puede reflejar algunas aplicaciones en la pantalla del vehículo. Entre las aplicaciones compatibles se encuentran la cartografía y la navegación GPS, la reproducción de música, los SMS, el teléfono y la búsqueda en Internet. El sistema es compatible con las unidades principales con pantalla táctil y con botones. Está disponible el sistema de manos libres mediante comandos de voz, que se recomienda para reducir las distracciones del conductor.
Android Auto forma parte de la Open Automotive Alliance, un esfuerzo conjunto de 28 fabricantes de automóviles, con Nvidia como proveedor de tecnología, disponible en 36 países.

## Funcionalidad
La forma más común de implementar Android Auto es a través de un dispositivo móvil Android que ejecuta la aplicación Android Auto, actuando como maestro de la unidad principal del salpicadero de un vehículo que soporta esta funcionalidad. Una vez que el dispositivo Android del usuario está conectado al vehículo, la unidad principal servirá como una pantalla externa para el dispositivo Android, presentando el software compatible en una interfaz de usuario específica para el coche proporcionada por la aplicación Android Auto. En las primeras iteraciones de Android Auto, se requería que el dispositivo se conectara mediante USB al coche.
Por otra parte, en noviembre de 2016, Google añadió la opción de ejecutar Android Auto como una aplicación normal en un dispositivo Android, es decir, sin estar atado a la unidad principal del coche, lo que permite utilizarlo en unidades principales con Android, o simplemente en un teléfono o tableta personal en el vehículo.

## Disponibilidad
A partir de febrero de 2022, Android Auto está disponible en 46 países:
- Alemania
- Argentina
- Australia
- Austria
- Bélgica
- Bolivia
- Brasil
- Canadá
- Chile
- Colombia
- Corea del Sur
- Costa Rica
- Dinamarca
- Ecuador
- España
- Estados Unidos
- Filipinas
- Francia
- Guatemala
- India
- Indonesia
- Irlanda
- Italia
- Japón
- México
- Noruega
- Nueva Zelanda
- Países Bajos
- Panamá
- Paraguay
- Perú
- Polonia
- Portugal
- Puerto Rico
- Reino Unido
- República Dominicana
- Rusia
- Singapur
- Sudáfrica
- Suecia
- Suiza
- Tailandia
- Taiwán
- Turquía
- Uruguay
- Venezuela

## Historia
- 25 de junio de 2014: Android Auto se reveló en el Google I/O 2014.
- 19 de marzo de 2015: Se lanzó Android Auto.[6]
- Noviembre de 2016: Google añadió la opción de ejecutar Android Auto como una aplicación normal en un dispositivo Android.
- Julio de 2019: Android Auto recibió su primera gran remodelación de la interfaz de usuario, que, entre otros cambios, trajo un cajón de aplicaciones a Android Auto por primera vez. Google también anunció que la capacidad de la app de ser utilizada en un teléfono sería descontinuada en favor del modo de conducción de Google Assistant.[7]
- Diciembre de 2020: Google anunció la expansión de Android Auto a 36 países adicionales en Europa, Indonesia y más.[8]
- Abril de 2021: Android Auto se lanza en Bélgica, Dinamarca, Países Bajos, Noruega, Portugal y Suecia.[9]

## Soporte de aplicaciones
Se ha lanzado un SDK de Android Auto que permite a terceros modificar sus apps para que funcionen con Android Auto; inicialmente, solo están disponibles las API para apps de música y mensajería.
En el CES 2018, Google confirmó que el Asistente de Google llegaría a Android Auto más adelante en el año.
Entre las apps actualmente compatibles se encuentran Google Maps y Waze, reproductores de música populares como Google Play Music, YouTube Music, Amazon Music, Apple Music y Spotify; y apps de mensajería, como WhatsApp, Facebook Messenger, Google Hangouts, Skype y Telegram.

## Soporte de la unidad central

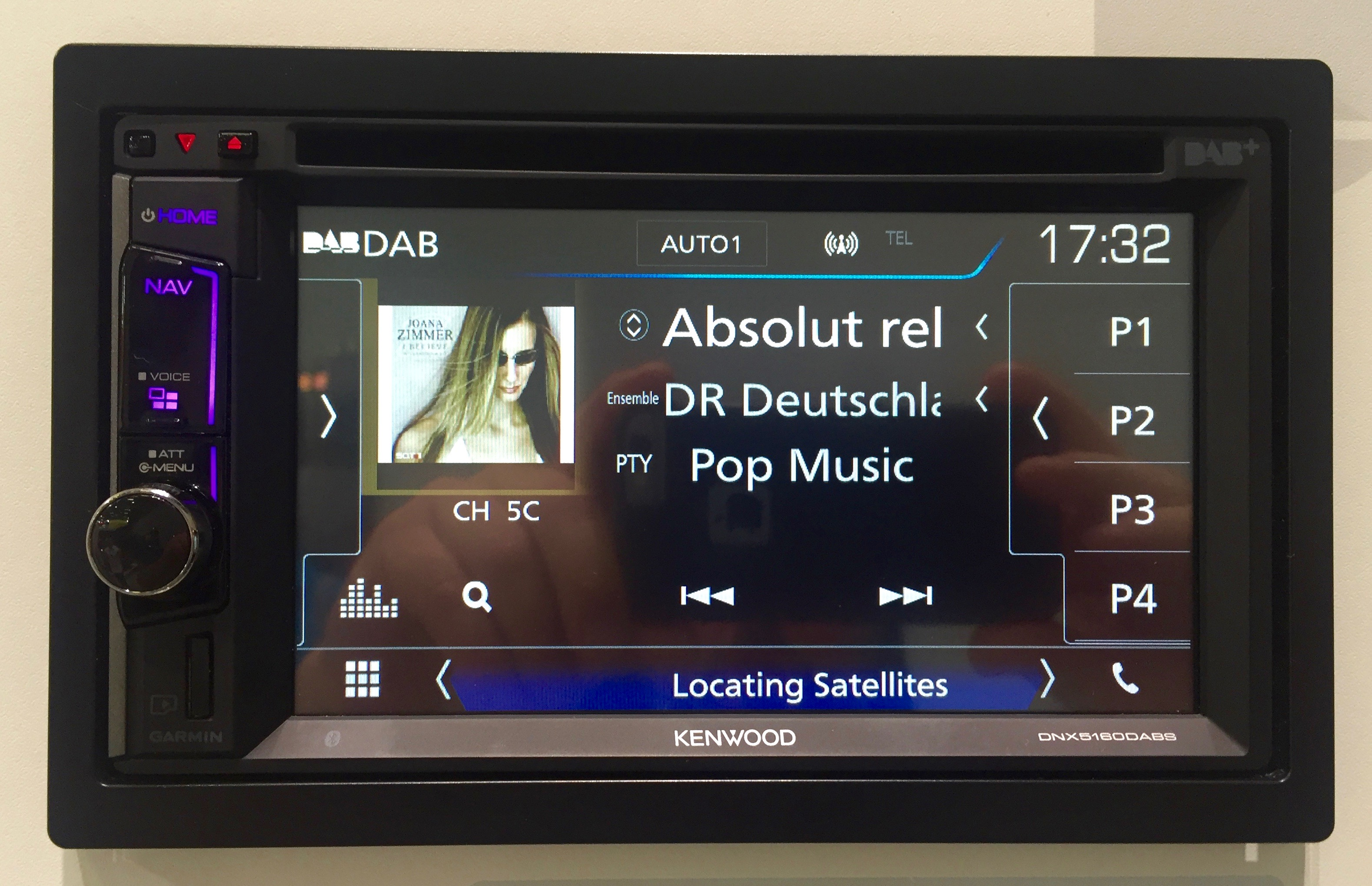
Receptor DAB+/AM/FM/LW/CD/DVD/USB/microSDHC/GPS/Bluetooth/CarPlay/AndroidAuto

Ver también: Unidad principal del automóvil
En mayo de 2015, Hyundai se convirtió en el primer fabricante en ofrecer soporte para Android Auto, haciéndolo disponible por primera vez en el Hyundai Sonata 2015. Los fabricantes de automóviles que ofrecerán compatibilidad con Android Auto en sus coches son Abarth, Acura, Alfa Romeo, Aston Martin, Audi, Bentley, Buick, BMW, Cadillac, Chevrolet, Chrysler, Citroën, Dodge, Ferrari, Fiat, Ford, GMC, Genesis, Holden, Honda, Hyundai, Infiniti, Jaguar, Land Rover, Jeep, Kia, Lamborghini, Lexus, Lincoln, Mahindra y Mahindra, Maserati, Maybach, Mazda, Mercedes-Benz, Mitsubishi, Nissan, Opel, Peugeot, Porsche, RAM, Renault, SEAT, Škoda, SsangYong, Subaru, Suzuki, Tata Motors Cars, Volkswagen y Volvo.
Además, los sistemas de audio del mercado de accesorios que soportan Android Auto añaden la tecnología en los vehículos de acogida, incluyendo Pioneer, Kenwood, Panasonic y Sony.

## Críticas
En mayo de 2019, Italia presentó una denuncia antimonopolio dirigida a Android Auto, alegando que una política de Google de solo permitir apps de medios y mensajería de terceros en la plataforma impedía a Enel ofrecer una app para localizar estaciones de carga de vehículos.
Inicialmente, Google no permitía a terceros integrar sus aplicaciones de mapas con Android Auto, estando disponibles únicamente sus propias aplicaciones, Google Maps y Waze. Pero desde 2020, las aplicaciones de mapas de terceros, como Sygic, también están disponibles.
Google ha anunciado un nuevo SDK que se lanzará a determinados socios en agosto de 2020 y que estará disponible de forma general a finales de ese mismo año.